# Алкимеда
Алкимеда (грч. Άλκιμέδη) је у грчкој митологији било име више личности.

## Етимологија
Име Алкимеда има значење „моћна ученост“.

## Митологија
- Према Аполодору, Хигину, Паусанији и Валерију, била је Клименина кћерка, док јој је отац био Филак или Кефал. Била је Есонова супруга и мајка Јасона и Промаха. Као и њеног супруга, Пелија ју је натерао да изврши самоубиство. Она се или обесила или је попила бивољу крв и умрла.[2] Валерије ју је описао као вештицу, која је примењивала тзв. некромантију, како би од мртвих сазнала судбину свог сина, али и бацила клетву на Пелију.[3]
- Била је једна од Лемњанки која је учествовала у помору свих мушкараца на острву. Заправо, она је убила рођеног оца.[2]